# 6543 Senna
6543 Senna eller 1985 TP3 är en asteroid i huvudbältet som upptäcktes den 11 oktober 1985 av det amerikanska astronom paret Eugene M. och Carolyn S. Shoemaker vid Palomar-observatoriet. Den är uppkallad efter den brasilianska racerföraren Ayrton Senna.
Asteroiden har en diameter på ungefär 3 kilometer.